# Eric Shinseki
Eric Ken Shinseki (Lihue, 28 novembre 1942) è un generale statunitense emerito. 
Ha ricoperto il ruolo di settimo Segretario degli Affari dei Veterani dal 2009 al 2014. Inoltre è stato il 34° Capo di stato maggiore dell'Esercito degli Stati Uniti dal 1999 al 2003. Shinseki è un veterano della guerra del Vietnam, in cui è stato premiato con tre medaglie di bronzo al valore e due Purple Heart. È stato il primo generale statunitense di origine asiatica ed il primo segretario degli affari dei veterani asiatico-statunitense.

## Vita e formazione

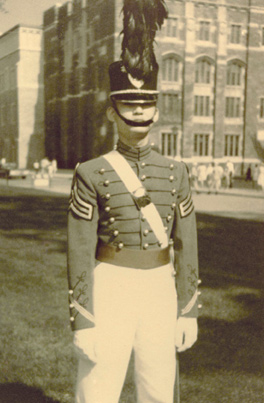
Shinseki alla United States Military Academy (West Point) nel 1965

Shinseki nacque a Lihue, Kauai, nell'allora territorio delle Hawaii, da una famiglia americana di origine giapponese. I suoi nonni emigrarono nelle Hawaii da Hiroshima nel 1901. Si diplomò alla Kaua'i High and Intermediate School nel 1960. Da ragazzo, Shinseki apprese che tre dei suoi zii avevano prestato servizio nel 442º reggimento di fanteria, unità formata da diversi giapponesi-americani che divenne una delle unità di combattimento più decorate nella storia degli Stati Uniti. Motivato dall'esempio dei suoi zii, frequentò l'Accademia militare degli Stati Uniti e si laureò nel 1965. Conseguì successivamente un master in Letteratura inglese presso la Università Duke.

## Servizio militare

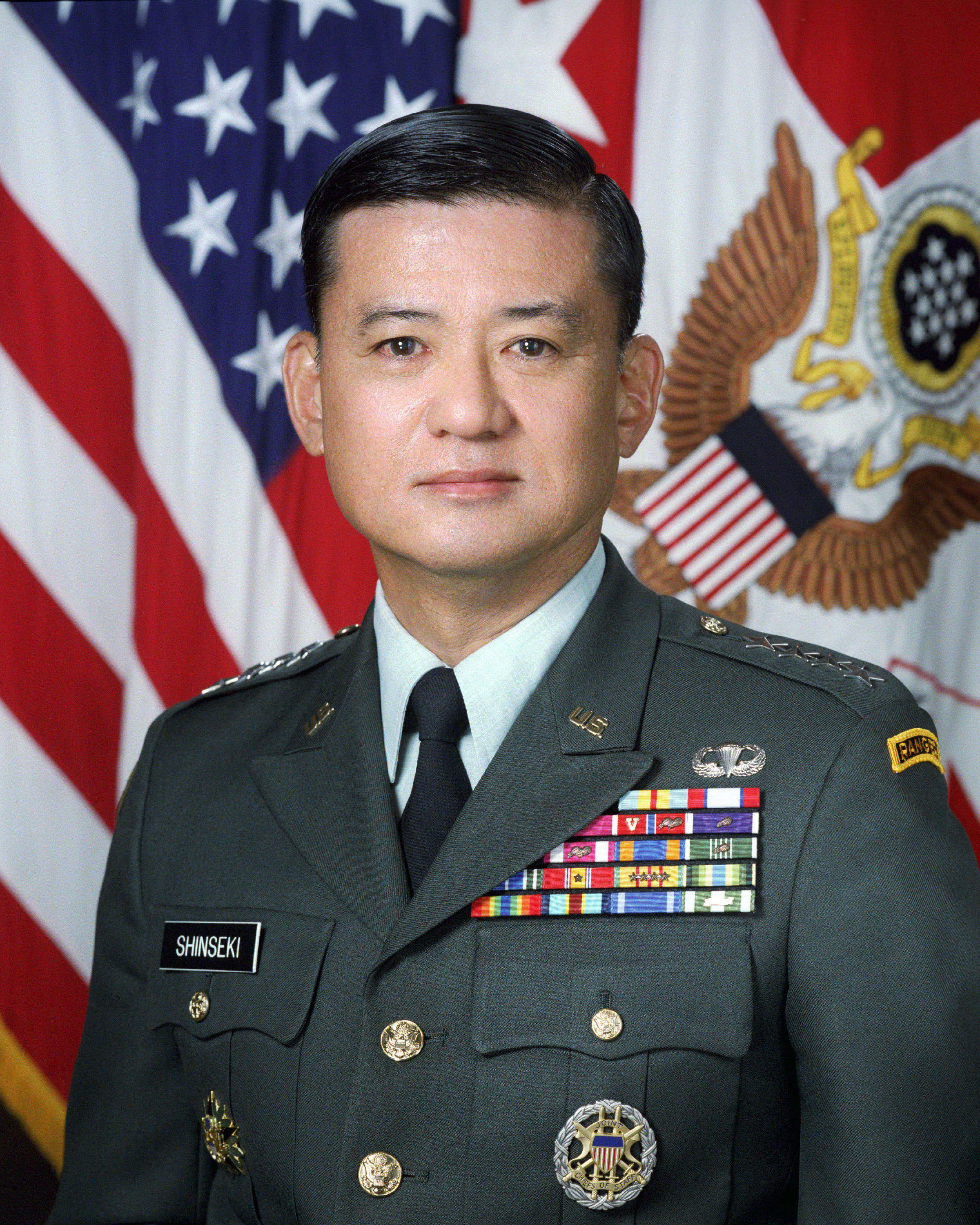
Shinseki come capo di stato maggiore dell'Esercito degli Stati Uniti

Shinseki ha svolto diversi ruoli all'interno dell'Esercito degli Stati Uniti. Durante la guerra del Vietnam, combatté in prima linea e calpestò una mina, che fece saltare in aria una parte di un suo piede; dopo un anno di riabilitazione, tornò in servizio effettivo nel 1971.
Shinseki insegnò inoltre nella facoltà di inglese dell'Accademia Militare americana.
Da marzo 1994 a Luglio 1995 Shinseki è stato a capo della Prima divisione di cavalleria dell'esercito a Fort Hood, in Texas. Diventò finalmente il trentaquattresimo Capo di stato maggiore dell'Esercito degli Stati Uniti il 22 giugno 1999. Al termine dei suoi quattro anni di mandato, Shinseki si ritirò dall'incarico. Dopo aver servito per trentotto anni il generale Shinseki terminò finalmente il servizio militare.

## Carriera post militare
Shinseki è stato a capo di diversi enti e multinazionali: la Honeywell, Ducommun e la First Hawaiian Bank. È membro inoltre del Council on Foreign Relations e dell'Atlantic Council.

## Vita privata
Shinseki è sposato con Patricia Shinseki, ha due figli, Lori e Ken, e sette nipoti.